# Juan Colorado
Juan Colorado es una canción popular mexicana, representativa del estado de Michoacán. Obra de los compositores mexicanos Felipe Bermejo Araujo y Alfonso Esparza Oteo, algunos clasifican esta composición como un huapango.

## Letra y versiones
Entre las 189 interpretaciones que registra la Sociedad de Autores y Compositores de México, se pueden mencionar las de Lucha Reyes con acompañamiento del Mariachi Vargas de Tecalitlán, la de Amalia Mendoza, la de Luis Pérez Meza acompañado de la Banda La Costeña de Ramón López Alvarado, Lola Beltrán, María de Lourdes, Felipe Arriaga y Vicente Fernández.
La Sociedad de Autores y Compositores de México, menciona que Felipe Bermejo Araujo inició su carrera como compositor en 1931, por otro lado Alfonso Esparza Oteo había empezado a componer poco antes de 1920. Pero esta fuente no revela el año en que la canción se compuso. Existe una grabación realizada por Lucha Reyes de un sencillo con esta canción y "La Panchita" bajo el sello RCA Victor en 1939 que parece ser la primera o al menos una de las primeras en publicarse.
La pieza es cantada en primera persona. El personaje que da su nombre a la canción es probablemente un charro que se presenta como michoacano avecindado en las cercanías de Apatzingán, intrépido y pendenciero, con dos pistolas al cinto y montado en su cuaco, "El Huracán", el cual apareja con silla de cuero plata y marfil. Juan Colorado confía en su suerte para la victoria en los duelos con pistola o machete, se jacta de donjuán y brinda con charanda por su estado nativo.
El estribillo de esta canción de Bermejo y Esparza, dice: 

¡Que viva mi tierra Michoacán!
 y denme charanda pa' brindar
 que Juan Colorado aquí está ya
 montado en su cuaco "El Huracán"

Pero en el estribillo final se sustituye la tercera línea: "que Juan Colorado aquí está ya" por "que Juan Colorado ya se va".

## Motivos culturales
El nombre "Juan", es uno de los más usuales en México, quedan como constancia los cerca de doscientos festejos con ese patronímico en este país, así como los cientos de lugares, localidades, personajes y demás motivos culturales a los cual se suma la canción Juan Colorado, que da idea y nombre a otros dos elementos más, a saber, las películas: "Aquí está Juan Colorado" de 1946, dirigida por Rolando Aguilar y protagonizada por Raúl de Anda, Yadira Jiménez y Luis Aguilar; y la película "Juan Colorado" de 1966, dirigida por Miguel Zacarías y protagonizada por Antonio Aguilar y María Duval.